# Epicypta cinctiventris
Epicypta cinctiventris är en tvåvingeart som först beskrevs av Enrico Adelelmo Brunetti 1912.  Epicypta cinctiventris ingår i släktet Epicypta och familjen svampmyggor. Inga underarter finns listade i Catalogue of Life.